# Битка при Домокос
Битката при Домокос е решителна за изхода на гръцко-турската война от края на 19 век. В битката на гръцка страна участват 2000 гарибалдийци под командването на Ричоти Гарибалди, но и това не спасява гърците от разгром.
След загубата във втората битка при Велестино, великите сили очакват новия гръцки премиер Димитриос Ралис да приеме предложението им за посредничество.  Във войната настъпва 10-дневно затишие, докато в османския генерален щаб не се получава известие, че гръцките сили се прегрупират и укрепват възвишението на Домокос за отбрана. Това кара предпазливо командващия османските сили Едем паша, който разбива преди това елитния евзонски полк в Еласона, да заеме постепенно позиции за настъпление срещу укреплението.
В рамките на деня 17 май 1897 г. се разиграва цялото сражение. Битката започват османците в 10 ч. с всеобщо настъпление срещу гръцките окопи пред възвишението. В 15 ч. гърците се изтеглят организирано, а османците се придвижват на 400 – 500 м до втората линия гръцки укрепления. Предвид опасността от обкръжение на Домокос, през нощта гърците се изтеглят към Термопилите, след което османският авангард овладява цяла Фтиотида и Термопилите и главнокомандващия османците Велик везир Халил Рифат паша има намерението да овладее Атина, за да диктува условията на мира, обаче за пореден и последен път през 19 век Високата порта получава общоевропейски филелинистичен ултиматум от великите сили да спре настъплението си – вече след като е овладян и ключовия проход Термопили. 